# 無益回路
無益回路（むえきかいろ、英: futile cycle）は、2つの代謝経路が同時に逆方向に動き、全体的に見てエネルギーの消費の他に変化がない回路のことである。空転回路（くうてんかいろ）とも呼ばれる。例えば、解糖系と糖新生がある。解糖系ではグルコースはピルビン酸に分解されるのに対し糖新生では逆にグルコースに戻され、全体的にみてATPだけが消費される。無益回路は代謝において役割があるかも知れない。無益回路で生じる熱は恒常性維持に使われると考えられている。